# Seleção Interna Portuguesa para a Eurovisão 2005
O II Selecção Interna para o Eurofestival 2005 foi a segunda Selecção Interna Portuguesa para a Eurovisão e teve lugar nos estúdios da RTP Lisboa, em Lisboa.
Os apresentadores foram Eládio Clímaco e Tânia Ribas de Oliveira.

## Festival
Em 2005 a RTP voltou a não realizar o tradicional Festival RTP da Canção. Sem outro tipo de escolha, a estação pública de televisão optou, pela primeira vez, por fazer uma selecção interna por convite a um grupo de compositores, para a autoria de uma canção.
Assim nasceu o tema "Amar", composto por Ernesto Leite, Alexandre Honrado e José da Ponte. Estes autores escolheram para interpretar a sua canção dois jovens cantores que se tinham destacado em concursos televisivos: Luciana Abreu, revelada através do programa Ídolos (SIC) e Rui Drummond, presente na primeira edição da Operação Triunfo (RTP). O grupo designou-se por 2B.
A apresentação à imprensa foi feita no dia 15 de abril, numa festa privada em Silves, no Algarve, no entanto, a canção não foi apresentada na RTP em nenhum programa especial. Os espectadores tomaram conhecimento do tema pela primeira vez nas semanas anteriores à Eurovisão, através do programa Só Visto, que acompanhou um ensaio. Nas duas semanas que antecederam o certame, foram feitos programas diários, designados 2B, apresentados por Eládio Clímaco e Tânia Ribas de Oliveira, que acompanharam os artistas e toda a equipa em ensaios e preparativos em Portugal e em Kiev.
O tema é uma canção pop, que mistura o português e o inglês. Uma canção diferente, mais ao estilo eurovisivo, que fez com que os fãs ambicionassem um bom resultado, já que em 2005 continuávamos pelas semifinais. Para além da equipa da RTP, cantores e compositores, a comitiva portuguesa integrava também Dino Alves, estilista criador da imagem do grupo e Marco de Camillis, coreógrafo responsável pela postura em palco deste tema. Os dois cantores foram acompanhados por quatro bailarinas em palco: Kelly Maiolle, Suzane Leigh, Eliana Ghione e Loredana Persichetti.
| #  | Artista | Canção | Letra (l) / Música (m)                                   |
| -- | ------- | ------ | -------------------------------------------------------- |
| 1º | 2B      | "Amar" | Alexandre Honrado, Ernesto Leite e José da Ponte (m & l) |